# قصر تيمسلا
قصر تيمسلا هو قصرٌ (قريةٌ محصنة) في المغرب، يقعُ في منطقة أولاد يحيى لكراير. بني هذا القصر بتقنية التربة المدكوكة، حيثُ استعمل فيه الطين. تبلغ مساحته 2.63 هكتار.